# Biomedicína
Biomedicína je odvětví lékařské vědy využívající přírodovědecké principy především fyziologie a biologie v klinické praxi. Jedná se o interdisciplinární obor, který kombinuje obsah a problémy experimentální medicíny s metodami molekulární biologie a buněčné biologie. Zaměřuje se na molekulární a buněčné základy života a patologické změny, dále zkoumá příčiny nemocí, prevenci a kauzální léčbu. Řidč. je tento pojem nesprávně laicky používán pro alternativní léčbu a alternativní medicínu, což vychází z analogie užití bio např. u biopotravin..
Biomedicína zahrnuje tyto obory: molekulární biologie, biochemie, biotechnologie, buněčná biologie, embryologie, bioinformatika, biostatistika, systematická biologie,fyziologie, patologie, anatomie, toxikologie, mikrobiologie, genetika a mnohé další.
V současné době biomedicínu lze studovat v doktorském studiu na Univerzitě Karlově a biomedicínské inženýrství na ČVUT a VŠCHT.

## Zaměření biomedicíny
Biomedicína zahrnuje všechny praktické obory lékařství, ale historicky je spojována především s biogerontologií, regenerativní medicínou a reprodukční medicínou.

## Právní úprava
Právní úprava nedefinuje pojem biomedicíny, ale upravuje práva a povinnosti lékařů, vědců, státu a pacientů při léčbě, tj. udělení souhlasů, informování atp. Hlavním předpisem je Úmluva na ochranu lidských práv a důstojnosti lidské bytosti v souvislosti s aplikací biologie a medicíny: Úmluva o lidských právech a biomedicíně (ve znění dle sdělení Min.zahr. č. 96/2001 Sb.m.s.).
Dalším zákonem je pak zákonem o léčivech č. 378/2007 Sb a u pokročilých technologií a Nařízení EP a Rady č. 1394/2007 ze dne 13. listopadu 2007 o léčivých přípravcích pro moderní terapii a o změně směrnice 2001/83/ES a nařízení (ES) č. 726/2004 včetně Příloh.

### Prediktivní genetická vyšetření
Vyšetření, která předpovídají geneticky podmíněné nemoci nebo která slouží k určení nositele genu způsobujícího nemoc nebo k odhalení genetické predispozice nebo náchylnosti k nemoci, lze provést pouze pro zdravotní účely nebo pro vědecký výzkum spojený se zdravotními účely a v návaznosti na odpovídající genetické poradenství.

### Omezený zákaz volby pohlaví a zákaz diskriminace
Použití postupů lékařsky asistované reprodukce nebude dovoleno za účelem volby budoucího pohlaví dítěte, ledaže tak lze předejít vážné dědičné nemoci vázané na pohlaví. Jakákoliv forma diskriminace osoby z důvodu jejího genetického dědictví je zakázána. Vytváření lidských embryí pro výzkumné účely je zakázáno.

### Odběr tkáně nebo orgánu
Odběr orgánů nebo tkání od žijící osoby pro účely transplantace lze provádět výhradně v zájmu léčebného přínosu pro příjemce, a pouze pokud není k dispozici žádný vhodný orgán nebo tkáň ze zemřelé osoby nebo jiná alternativní léčebná metoda srovnatelného účinku. Je-li v průběhu zákroku odebrána jakákoliv část lidského těla, může se uchovat a použít pro účely jiné než ty, pro něž byla odebrána, pouze pokud byly splněny náležitosti v souvislosti s poučením a souhlasem.